# Casaglione
Casaglione település Franciaországban, Corse-du-Sud megyében. Lakosainak száma 509 fő (2022. január 1.). Casaglione Ambiegna, Cannelle, Coggia, Sari-d'Orcino és Sant'Andréa-d'Orcino községekkel határos.

## Népesség
A település népességének változása:
| Lakosok száma | 206  | 257  | 292  | 336  | 368  | 380  | 398  | 389  | 384  | 509  |
|               | 1968 | 1982 | 1990 | 2006 | 2013 | 2015 | 2017 | 2019 | 2020 | 2022 |